# Холмогорская улица (Москва)
Холмого́рская улица — улица на северо-востоке Москвы в Ярославском районе Северо-Восточного административного округа между Ярославским шоссе и Югорским проездом. В составе бывшего города Бабушкин называлась Малый Мытищинский переулок. После включения в черту Москвы в целях устранения одноимённости улица в 1964 года получила название по старинному селу Холмогоры, райцентру Архангельской области.

## Расположение

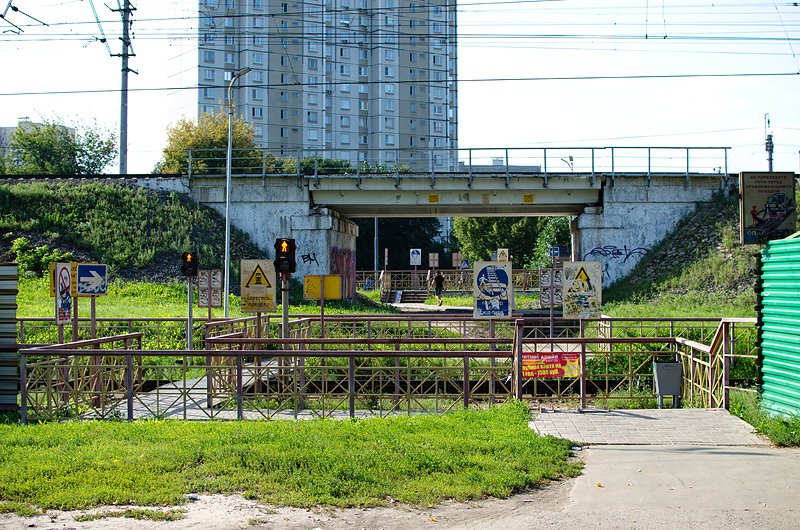
Железнодорожный мост
на Холмогорской улице

Холмогорская улица начинается от Ярославского шоссе напротив улицы Ротерта, идёт к Ярославской железнодорожной линии, соединяется с Югорским проездом, поворачивает направо к МКАД, где заканчивается около поймы реки Ичка.

## Учреждения и организации
- Дом 1 — троллейбусная станция «Холмогорская»;
- Дом 4, корпус 7 — детский сад № 1341;
- Дом 5 — начальная школа-детский сад № 1746;
- Дом 8, корпус 2 — Группа компаний «Аякс».

## Общественный транспорт
В начале улицы расположена остановка «Холмогорская улица», конечная для:
Автобусов
- 903 Холмогорская улица —  Ростокино —  ВДНХ —  Алексеевская —  Рижский вокзал —  Проспект Мира/ Проспект Мира
- 903к Холмогорская улица —  Ростокино —  ВДНХ (работает по будням)

Электробусов
- т76 Холмогорская улица —  Ростокино —  ВДНХ
- 789 Холмогорская улица —  Ростокино —  Ботанический сад /  Ботанический сад